# Clonaria montivaga
Clonaria montivaga är en insektsart som först beskrevs av Sjöstedt 1909.  Clonaria montivaga ingår i släktet Clonaria och familjen Diapheromeridae. Inga underarter finns listade i Catalogue of Life.